# Gamaudi
Gamaudi (nep. गमौडि) – gaun wikas samiti w zachodniej części Nepalu w strefie Bheri w dystrykcie Dailekh. Według nepalskiego spisu powszechnego z 2011 roku liczył on 668 gospodarstw domowych i 3203 mieszkańców (1751 kobiet i 1452 mężczyzn).